# Vultee BT-13 Valiant
Vultee BT-13 Valiant là một loại máy bay huấn luyện cơ bản của Hoa Kỳ trong Chiến tranh thế giới II, do hãng Vultee Aircraft chế tạo. Nó được trang bị cho Quân đoàn Không quân Lục quân Hoa Kỳ, sau là Không quân Lục quân Hoa Kỳ.

## Biến thể
BC-3
BT-13
BT-13A
BT-13B
BT-15
XBT-16
SNV-1
SNV-2
T-13A

## Quốc gia sử dụng
Brasil
- Không quân Brazil (BT-15)

 Chile
 Trung Quốc
 Colombia
- Không quân Colombia (BT-15)

 Đài Loan
 Cộng hòa Dominica
 Egypt
 Pháp
 Haiti
- Lực lượng vũ trang Haiti

 Honduras
 Indonesia
- Không quân Indonesia

 Israel
- Không quân Israel

 México
 Panama
 Paraguay
- Binh chủng Không quân Paraguay
- Không quân Hải quân Paraguay

 Perú
 Liên Xô
- Không quân Liên Xô

 United States
- Không quân Hoa Kỳ
- Không quân Lục quân Hoa Kỳ
- Hải quân Hoa Kỳ

## Tính năng kỹ chiến thuật (BT-13)

### Đặc tính tổng quát
- Kíp lái: 2
- Chiều dài: 28 ft 10 in (8,79 m)
- Sải cánh: 42 ft 0 in (12,80 m)
- Chiều cao: 11 ft 6 in (3,51 m)
- Diện tích cánh: 239 ft² (22 m²)
- Trọng lượng rỗng: 3.375 lb (1.531 kg)
- Trọng lượng cất cánh tối đa: 4.496 lb (2.039 kg)
- Động cơ: 1 x Pratt & Whitney R-985-AN-1, 450 hp (336 kW)

### Hiệu sất bay
- Vận tốc cực đại: 180 mph (290 km/h)
- Tầm bay: 725 dặm (1.167 km)
- Trần bay: 21.650 ft (6.600 m)

#### Máy bay có cùng tính năng tương đương
De Havilland Canada DHC-1 Chipmunk

#### Nội dung khác
- Danh sách máy bay quân sự giữa hai cuộc chiến tranh thế giới
- Danh sách máy bay trong Chiến tranh Thế giới II